# Музыкант

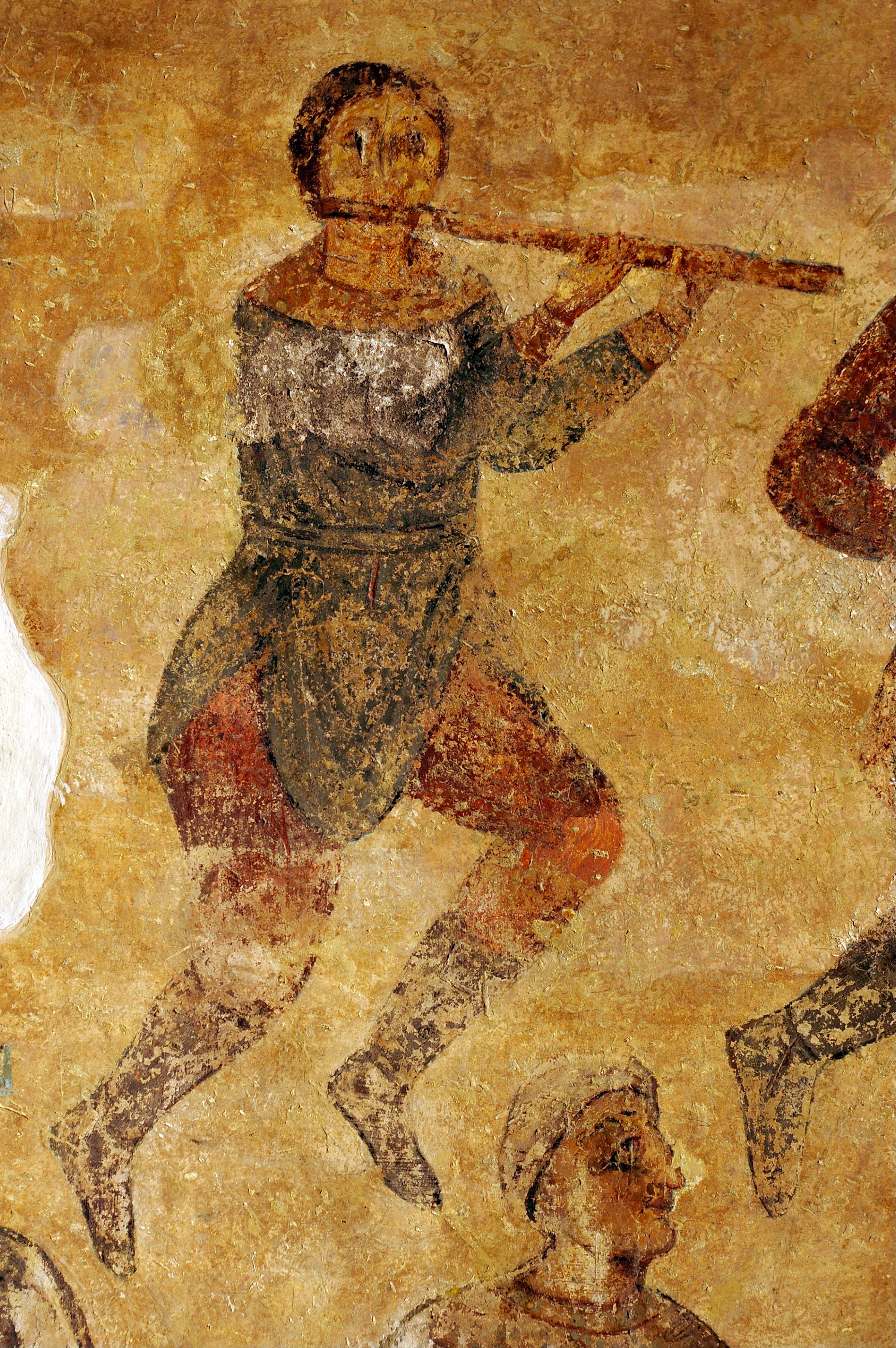
Музыкант на фреске Софийского собора

Музыка́нт (от нем. Musikant, через лат. mūsicus, к греч. μουσική (τέχνη)) — специалист в области музыки или тот, кто занимается игрой на музыкальном инструменте; занимающийся музыкой профессионально или как знаток и любитель. Также, употребляется применительно к профессиям композитора, дирижёра, певца.

## Происхождение
Слово появилось в русском языке при Петре I как заимствование из немецкого, в который оно попало в средние века через латинское посредство, и восходит к древнегреческому первоисточнику со значением музыкальное (искусство) или музыка.

## Толкование
В середине XIX века В. И. Даль толковал значение слова как «занимающийся музыкою как промыслом, или как знаток и любитель».
В «Толковом словаре русского языка» Д. Н. Ушакова музыкант — человек, специально занимающийся музыкой как искусством; профессионал или любитель, играющий на каком-нибудь инструменте. Ушаков отмечает как устаревшее толкование «певец», приводя в пример басню Ивана Крылова «Музыканты», где речь идёт о певцах.
В толковании С. И. Ожегова музыкант — это артист, играющий на музыкальном инструменте, а также вообще человек, занимающийся такой игрой.
В настоящее время слово толкуется как «специалист в области музыки или тот, кто занимается игрой на музыкальном инструменте».
В идеографическом словаре близкие по смыслу слова включают в себя: музыкант-исполнитель, артист инструменталист и т. д.
Распространённые словосочетания: поп-музыкант, камер-музыкант, фолк-музыкант.

## Факты
В английском языке слово musician, переводимое на русский как музыкант, имеет более широкое значение, чем в русском языке: например, оно может означать вокалист.